# 草邱駅
草邱駅 （チョグえき）は、現在の大韓民国江原特別自治道高城郡にかつて存在した韓国鉄道公社の駅である。

## 利用可能な路線
- 韓国鉄道公社
  - 東海北部線

## 歴史
- 1935年11月1日 - 開業。
- 1950年7月 - 朝鮮戦争により営業中止。
- 1953年7月31日 - 廃止。

## 隣の駅
東海北部線
猪津駅 - 草邱駅 - 鑑湖駅